# Zu Chongzhi
Zu Chongzhi (祖冲之S, Zǔ ChōngzhīP, Tsu Ch'ung-chihW; Jiankang, 429 – 500) è stato un matematico, astronomo e ingegnere cinese vissuto durante la Dinastia Song del Sud e la Dinastia Qi del Sud.

## Vita e opere
La famiglia di Chongzhi era originaria dell'attuale Baoding, Hebei. Per sfuggire alla guerra, il nonno di Zu, Zu Chang, si trasferì nel Fiume Azzurro, all'epoca del massiccio esodo che si verificò sotto la Dinastia Jìn. Zu Chang fu per un certo periodo anche il "Ministro delle Grandi Opere" durante la dinastia Song ed aveva la responsabilità dei progetti edilizi del governo. Anche il padre di Zu, Zu Shuo, lavorò alla sua corte, tenuto in alta considerazione per la sua cultura.
Zu nacque a Jiankang. La sua famiglia, da sempre interessata alla ricerca astronomica, trasmise la passione per l'astronomia e la matematica al piccolo Zu, che fin da giovane manifestò tutto il suo talento. Quando l'imperatore Xiaowu della dinastia Liu Song sentì parlare di lui, lo mandò all'accademia Hualin Xuesheng e successivamente all'università imperiale di Nanchino (Zongmingguan) per dedicarsi alla ricerca. Nel 461 a Nanxu (l'attuale Zhenjiang, Jiangsu), fu assunto nell'ufficio del governatore locale.

## Zhui Shu
Zu Chongzhi, insieme al figlio Zu Gengzhi, scrisse un libro di matematica intitolato Zhui Shu (Metodo di interpolazione). È molto probabile che vi fossero presenti tecniche di calcolo astronomico, stante l'accuratezza dei suoi calendari. Si ritiene che il trattato contenesse formule sul volume della sfera, equazioni cubiche e il valore accurato di pi greco. Purtroppo, il libro non è pervenuto ai nostri giorni, essendosene perse le tracce fin dal tempo della dinanstia Song.
Tra i suoi studi matematici vanno ricordati:
- il calendario Daming del 412, adottato successivamente nel 510;
- il calcolo della differenza tra anno siderale e anno tropico, quantificata in 45 anni e 11 mesi a grado, contro il valore attuale di 70,7 anni a grado;
- il calcolo dell'anno fissato in 365,24281481 giorni, molto vicino agli attuali 365,24219878 giorni;
- il calcolo dell'anno di Giove in 11,858 anni terrestri, molto vicino agli attuali 11,862;
- la scoperta del volume di una sfera pari a πD3/6 dove D è il diametro (equivalente a 4πr3/3);
- tre approssimazioni del numero {\displaystyle \pi }, ritenute le più accurate per circa 900 anni. La prima e più precisa delle tre fu quella che collocava {\displaystyle \pi } nell'intervallo compreso tra 3,1415926 e 3,1415927; la seconda approssimava tale numero a 355⁄113 (密率, Milü, che significa approssimazione dettagliata); infine la terza e meno precisa delle tre era data da 22⁄7 (約率, Yuelu, che significa approssimazione grossolana). La migliore delle approssimazioni fu ottenuta approssimando un cerchio con un poligono di 12.288 lati (= 212 × 3). Fu una impresa notevole per quel tempo, specialmente se si tiene conto che il metodo dei bastoncini cinesi da lui utilizzato per registrare i risultati intermedi si riduceva semplicemente a una pila di bastoncini di legno disposti secondo particolari schemi. Il matematico giapponese Yoshio Mikami evidenziò, invece, come la terza approssimazione, 22⁄7, non era altro che il valore {\displaystyle \pi } ottenuto parecchie centinaia di anni prima dal matematico greco Archimede. Infine, per quanto riguarda Milü, ossia l'approssimazione 355⁄113, di essa non c'è menzione in nessun manoscritto greco, indiano o arabo e bisogna attendere il 1585 per trovarne traccia tra i lavori del matematico olandese Adriaan Anthoniszoom: i cinesi, quindi, possedettero in esclusiva questa straordinaria frazione per più di un millennio prima che l'Europa ne venisse a conoscenza. Mikami propose che la frazione 355⁄113 venisse ribattezzata frazione di Zu Chongzhi in onore del matematico cinese.[2] Nella letteratura cinese, la frazione è nota come rapporto di Zu. Questa frazione è la miglior approssimazione frazionaria di π con denominatore inferiore a 16600.[3]

## Astronomia

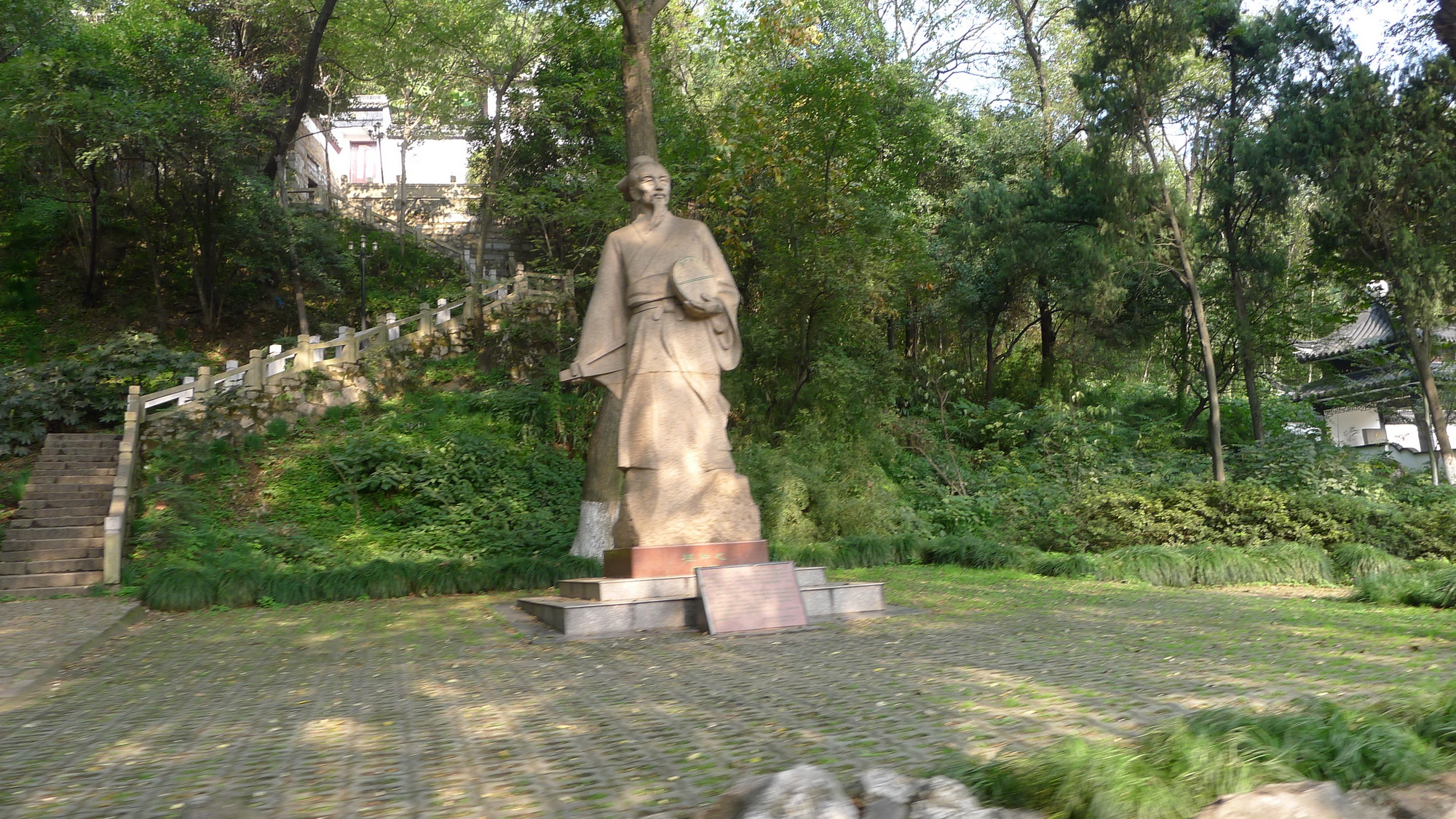
Statua di Zu Chongzi, Tinglin Park, Kunshan

Zu fu un abile astronomo in grado di calcolare le grandezze temporali con una precisione senza precedenti. I suoi metodi di interpolazione e di integrazione sono di gran lunga in anticipo sui tempi e superiori anche a quelli di Yi Xing, basati peraltro su nozioni straniere.

## Matematica
La maggior parte degli studi di Zu erano riportati nel testo Zhui Shu andato perduto. Molti studiosi ne hanno dibattuto la complessità: secondo tradizione, i cinesi erano molto avanti nelle materie matematiche come l'algebra e le equazioni, ragion per cui gli studiosi tendono ad assumere che tale opera riportasse metodi riguardanti le equazioni cubiche.
Per ottenere il valore approssimato di pi greco, Zu dovette sobbarcarsi lunghi calcoli. Egli utilizzò il metodo esaustivo, inscrivendo un poligono di 12.288 lati e ottenendo un'approssimazione fino all'ottava cifra decimale. Nessun matematico riuscì a calcolare un valore così preciso per circa 1.000 anni.
Zu ricavò anche la formula del volume di una sfera.

## Il carretto che punta a sud
Il carretto che punta a sud fu un dispositivo inventato forse dall'ingegnere meccanico cinese Ma Jun (c. 200-265 d.C.). Era un veicolo munito di ruote e dotato di un primitivo differenziale, il quale azionava una statuetta che puntava costantemente a sud, cosa che consentiva di determinare la direzione. Questo effetto veniva ottenuto non tramite l'utilizzo del campo magnetico come succede in una bussola ma attraverso un complicato meccanismo basato sullo stesso principio che consente alle ruote di un'automobile di sviluppare la stessa coppia anche quando girano a velocità diverse. Dopo il periodo dei Tre Regni, il dispositivo cadde nell'oblio. Fu Zu Chongzhi che lo reinventò nel 478 d.C., come riportato nei testi Song Shu (c. 500 d.C.) e Nan Chi Shu. Di quest'ultimo se ne riporta un passaggio:

Quando l'imperatore Wu della dinastia Song sottomise Guanzhong, entrò in possesso del carretto di Yao Xing, di cui ormai era rimasta solo la carcassa senza alcun dispositivo all'interno: ovunque andasse, doveva esserci una persona all'interno che girasse la statuetta. Durante il regno di Sheng-Ming, Gao Di commissionò a Zi Zu Chongzhi di ricostruirlo. Zu ne creò uno in bronzo, in grado di indicare costantemente il sud, senza strappi: era dai tempi di Ma Jun che un tale dispositivo non era più stato funzionante.

## Denominati in suo onore
- {\displaystyle \pi } = {\displaystyle {\tfrac {355}{113}}} - frazione {\displaystyle \pi } di Zu Chongzhi.
- Il cratere Tsu Chung-Chi sulla Luna.
- L'asteroide 1964 VO1, denominato 1888 Zu Chong-Zhi.